# 1828 (numero)
Milleottocentoventotto (1828) è il numero naturale dopo il 1827 e prima del 1829.

## Proprietà matematiche
- È un numero pari.
- È un numero composto da 6 divisori: 1, 2, 4, 457, 914, 1828. Poiché la somma dei suoi divisori (escluso il numero stesso) è 1378 < 1828, è un numero difettivo.
- È un numero felice.
- È esprimibile in un solo modo come somma di due quadrati: 1828 = 1764 + 64 = 422 + 82.
- È un numero congruente.
- È un numero odioso.
- È parte delle terne pitagoriche  (672, 1700, 1828), (1371, 1828, 2285), (1828, 208845, 208853), (1828, 417696, 417700), (1828, 835395, 835397).

## Astronomia
- 1828 Kashirina è un asteroide della fascia principale del sistema solare.

## Astronautica
- Cosmos 1828 è un satellite artificiale russo.